# ME-11
La ME-11 era una pequeña vía rápida de dos carriles por sentido, de unos 500 m del acceso norte a Mérida. La ME-11 comenzaba en la intersección con la A-66 y la A-5 (acceso norte a Mérida) y finalizaba 500 m al sur, en el cruce con las avenidas urbanas de Cáceres, de Montijo y Emerita Augusta.
Su denominación oficial era  ME-11 , Acceso Norte a Mérida.
Actualmente el antiguo tramo de la  ME-11  está incluido dentro de la  N-630 